# Alcorneo
Alcorneo es una pedanía de Valencia de Alcántara, en la provincia de Cáceres, España. Es un caserío con varios diseminados. Cuenta con casa de comida y capilla construida como obra comunitaria y premiada en un concurso nacional en Zaragoza en 1990. En 2015 tenía 39 habitantes, de los cuales solamente 9 vivían en el propio caserío.
Cerca de Alcorneo se encuentra San Vicente de Alcántara, al que se puede acceder por camino directo. Le atraviesa el arroyo de su mismo nombre y cerca de él se encuentran el dolmen de la Morera y restos romanos en La Silva.

## Demografía
Sus datos de población en los últimos años han sido los siguientes:
|                         | 2002 | 2005 | 2008 | 2011 | 2014 |
| ----------------------- | ---- | ---- | ---- | ---- | ---- |
| Población en el caserío | 23   | 23   | 27   | 19   | 12   |
| Población en diseminado | 50   | 43   | 40   | 36   | 30   |
| Población total         | 73   | 66   | 67   | 55   | 42   |

## Transportes
Alcorneo está conectado con la capital municipal a través del camino rural CC-112, que pasa por Las Lanchuelas y La Aceña de la Borrega. Por otro lado, se puede ir a San Vicente de Alcántara a través del camino de la Vega.

### Patrimonio material
- Iglésia en honor a la Virgen Milagrosa

### Patrimonio inmaterial
- Fiestas patronales en honor al Sagrado Corazón y la Milagrosa se celebra el primer domingo de agosto.[2]